# Leptocaris azoricus
Leptocaris azoricus is een eenoogkreeftjessoort uit de familie van de Darcythompsoniidae. De wetenschappelijke naam van de soort is voor het eerst geldig gepubliceerd in 1983 door Kunz.